# Jae Nam Moo Sool Won
Jae Nam Moo Sool Won of Jae Nam Mu Sul Won is het hoofdkantoor van de International H.K.D Federation, een internationale organisatie voor beoefenaars van diverse Koreaanse vechtkunsten. Deze organisatie is genoemd naar de overleden grootmeester Myung Jae-nam. Jae Nam Mu Sul Won is gevestigd in Yongin, Zuid-Korea.
De Jae Nam Mu Sul Won werd opgericht na de dood van Myung Jae Nam in 1999. Deze foundation overziet de ontwikkeling van Hapkido, Hankido en Hankumdo voor de International H.K.D Federation.
Aan het hoofd van de Jae Nam Mu Sul Won staat Myung Sung-kwang, zoon van Myung Jae Nam. Hij is de tweede doju.

## In de lage landen
In Nederland en België zijn een aantal organisaties actief die gelieerd zijn aan de Jae Nam Moo Sool Won. Daehan Korean Martial Arts Association is een België gevestigde organisatie die de belangen behartigt van verschillende scholen in België en Nederland, maar ook in Polen actief is. Deze organisatie onder leiding van Jan Meybosch en is het officiële aanspreekpunt voor de IHF en de Jae Nam Mu Sul Won in de Benelux.
De Nederlandse HKD Federatie behartigt de belangen van een aantal Nederlandse scholen en is via hun Koreaanse leraar, Ko Baek Yong, verbonden aan de IHF. Beide organisaties kunnen namens de IHF examens afnemen.